# Pico Mayakovsky
O Pico Mayakovsky em russo:  Пик Маяковского) é uma montanha na região de Gorno-Badakhshan, no leste do Tajiquistão. Tem 6096 m de altitude e fica na Cordilheira Shakhdara.
O seu nome é uma homenagem ao poeta Vladimir Maiakovski. Foi descoberto no início da década de 1930 pelo explorador soviético Luknitskiy, que lhe deu um nome figurativo, Pico das três cabeças.